# クロアチア国立銀行
クロアチア国立銀行（クロアチアこくりつぎんこう、クロアチア語：Hrvatska narodna banka）はクロアチア共和国の通貨発行銀行、中央銀行。1990年12月21日にザグレブに設立された。クロアチア国立銀行はその目的を達成し業務を遂行する上で自律的かつ独立しており、その業務をクロアチア議会に報告している。
当初はユーゴスラビア国立銀行の地方分権化により1972年に設立され、1991年末のクロアチア独立とともに本格的な中央銀行となった。
クロアチア国立銀行は2023年に、クロアチアの通貨がクーナからユーロに替わったことにより、欧州中央銀行の傘下に入った。